# Neotheronia veles
Neotheronia veles là một loài tò vò trong họ Ichneumonidae.